# عقد 720 هـ
عقد 720 هـ هو الفترة بين عام 720 إلى 729 في التقويم الهجري، أي العشر سنوات الثالتة من القرن الثامن الهجري.